# Sometimes (singel Britney Spears)
Sometimes – drugi singel amerykańskiej piosenkarki Britney Spears pochodzący z jej debiutanckiego albumu ...Baby One More Time. Singiel sprzedał się w nakładzie 3,9 mln egzemplarzy.
Piosenka była napisana i wyprodukowana przez Jörgen Elofsson. Jest klasycznym przykładem ballady o miłości i jej symptomach.

## B-Side’y
| Lp. | B-Side           | Czas |
| --- | ---------------- | ---- |
| 1.  | „I’m So Curious” | 3:35 |

## Teledysk
Podobnie jak Baby One More Time, Sometimes był wyreżyserowany przez Nigela Dicka. Akcja videoclipu dzieje się na plaży, gdzie Britney z tancerkami tańczy na molo i podziwia chłopaka, który bawi się z psem. Podczas kręcenia teledysku piosenkarka złamała sobie kolano i z tego powodu przesunięto kręcenie z lutego na kwiecień.

## Listy Przebojów
| Lista                               | Najwyższa pozycja |
| ----------------------------------- | ----------------- |
| United World Chart                  | 5                 |
| Austria Singles Chart               | 6                 |
| Australia ARIA Singles Chart        | 2                 |
| Belgia Singles Chart                | 1                 |
| Brazylia Singles Chart              | 53                |
| Dutch Singles Chart                 | 1                 |
| Finlandia Singles Chart             | 4                 |
| Francja Singles Chart               | 13                |
| Irlandia Singles Chart              | 3                 |
| izrael Singles Chart                | 2                 |
| Niemcy Singles Chart                | 6                 |
| Nowa Zelandia RIANZ Singles Chart   | 1                 |
| Norwegia Singles Chart              | 13                |
| Filipiny Top Hits                   | 1                 |
| Szwecja Singles Chart               | 4                 |
| Szwajcaria Singles Chart            | 7                 |
| Wielka Brytania Singles Chart       | 3                 |
| USA Billboard Hot 100               | 21                |
| Polska Lista Przebojów Radia Lublin | 1                 |

## Singel
| Wielka Brytania CD Single (0523202) 1. „Sometimes” [Radio Edit] – 3:55 2. „Sometimes” [Soul Solution Mid-Tempo Mix] – 3:29 3. „I’m So Curious” – 3:35 Wielka Brytania Promo 12" Vinyl (052320.0P) - Side A: 1. „Sometimes” [Thunderpuss 2000 Club Mix] – 8:02 - Side B: 1. „Sometimes” [Soul Solution Extended Mix] – 6:59 2. „Sometimes” [Thunderpuss 2000 Radio Mix] – 3:50 Europa/Australia CD Single (0550142) 1. „Sometimes” [Radio Edit] – 3:55 2. „I’m So Curious” – 3:35 3. „Sometimes” [Soul Solution Mid-Tempo Mix] – 3:29 Europa CD (0580382) 1. „Sometimes” [Radio Edit] – 3:55 2. „Sometimes” [Soul Solution Mid-Tempo Mix] – 3:29 | Japonia CD Single (AVCZ95121) 1. „Sometimes” [Radio Edit] – 3:55 2. „...Baby One More Time” [Sharp Platinum Vocal Remix] – 8:11 3. „...Baby One More Time” [Davidson Ospina Club Mix] – 5:40 Stany Zjednoczone Promo CD (DUTCH19) - Strona A: 1. „Sometimes” [Thunderpuss 2000 Club Mix] – 8:02 2. „Sometimes” [Mike Ski’s Drum Dub] – 4:56 - Strona B: 1. „Sometimes” [Soul Solution Mid-Tempo Mix] – 3:29 2. „Sometimes” [ThunderDub] – 7:18 - Strona C: 1. „Sometimes” [Mike Ski’s 3AM Bass Bin Destroyer Mix] – 9:34 2. „Sometimes” [Original Radio Edit] – 3:55 - Strona D: 1. „Sometimes” [Boris & Beck Roxy Dub] – 6:51 2. „Sometimes” [Beats Of Thunderpuss] – 4:27 |